# Nam Cung
Nam Cung (giản thể: 南宫; phồn thể: 南宮; bính âm: Nángōng) là một thành phố cấp huyện của địa cấp thị Hình Đài, tỉnh Hà Bắc, Trung Quốc. Năm 2005, Dân số khu vực đô thị của thành phố là 82.500 người.

### Nhai đạo
- Phượng Cương (凤岗街道)
- Nam Đỗ (南杜街道)
- Bắc Hồ (北胡街道)
- Tây Đinh (西丁街道)

### Trấn
- Tô Thôn (苏村镇)
- Đại Cao Thôn (大高村镇)
- Thùy Dương (垂杨镇)
- Minh Hóa (明化镇)
- Đoạn Lư (段芦头镇)
- Tiền Tử Trùng (前紫冢镇)